# Lijst van voetbalinterlands Bolivia - Ecuador (vrouwen)
Deze lijst van voetbalinterlands is een overzicht van alle officiële voetbalinterlands tussen de nationale vrouwenteams van Bolivia en Ecuador. De landen hebben tot nu toe dertien keer tegen elkaar gespeeld.

## Wedstrijden
| №  | Plaats                  | Datum            | Competitie                 | Wedstrijd          | Uitslag |
| -- | ----------------------- | ---------------- | -------------------------- | ------------------ | ------- |
| 1  | Minas Gerais            | 14 januari 1995  | Sudamericano Femenino 1995 | Ecuador − Bolivia  | 6 − 1   |
| 2  | Mar del Plata           | 5 maart 1998     | Sudamericano Femenino 1998 | Ecuador − Bolivia  | 5 − 2   |
| 3  | Pereira                 | 15 augustus 2005 | Bolivariaanse Spelen 2005  | Bolivia − Ecuador  | 1 − 3   |
| 4  | Pereira                 | 15 augustus 2005 | Bolivariaanse Spelen 2005  | Bolivia − Ecuador  | 2 − 3   |
| 5  | Sucre                   | 17 november 2009 | Bolivariaanse Spelen 2009  | Bolivia − Colombia | 0 − 2   |
| 6  | Ambato                  | 10 november 2010 | Sudamericano Femenino 2010 | Bolivia − Ecuador  | 3 − 4   |
| 7  | Quito                   | 7 september 2014 | Vriendschappelijk          | Ecuador − Bolivia  | 3 − 2   |
| 8  | Coquimbo                | 13 april 2018    | Copa América 2018          | Ecuador − Bolivia  | 0 − 1   |
| 9  | Quito                   | 22 februari 2021 | Vriendschappelijk          | Ecuador − Bolivia  | 3 − 0   |
| 10 | Quito                   | 24 februari 2021 | Vriendschappelijk          | Ecuador − Bolivia  | 2 − 2   |
| 11 | Cali                    | 8 juli 2022      | Copa América 2022          | Bolivia − Ecuador  | 1 − 6   |
| 12 | Santa Cruz de la Sierra | 18 februari 2023 | Vriendschappelijk          | Bolivia − Ecuador  | 0 − 5   |
| 13 | Santa Cruz de la Sierra | 20 februari 2023 | Vriendschappelijk          | Bolivia − Ecuador  | 1 − 5   |

## Samenvatting
| Competitie                           | Totaal gespeeld | Winst Bolivia | Gelijk | Winst Ecuador | Doelsaldo Bolivia – Ecuador |
| ------------------------------------ | --------------- | ------------- | ------ | ------------- | --------------------------- |
| Sudamericano Femenino / Copa América | 5               | 1             | 0      | 4             | 8 − 21                      |
| Bolivariaanse Spelen                 | 3               | 0             | 0      | 3             | 3 − 8                       |
| Vriendschappelijk                    | 5               | 0             | 1      | 4             | 5 − 18                      |
| Totaal                               | 13              | 1             | 1      | 11            | 16 − 47                     |